# Adelino Zanini
Adelino Zanini (Legnago, 1954) è un filosofo italiano.

## Biografia
Laureato in filosofia all'Università di Padova con Umberto Curi, è stato borsista presso la Fondazione L. Einaudi di Torino, ove ha studiato con Siro Lombardini. 
È professore di Filosofia politica e di Etica economica presso l'Università Politecnica delle Marche. I suoi studi sono indirizzati, in particolare, al rapporto tra pensiero politico e scienza economica tra 1700 e secondo '900. 
È tra i principali interpreti italiani del pensiero di Adam Smith e di Joseph Schumpeter.

## Opere principali
- Filosofie del soggetto. Soggettività e costituzione, Ila Palma, Palermo 1982;
- Keynes: una provocazione metodologica, Bertani, Verona 1985;
- Schumpeter impolitico, Istituto della Enciclopedia Italiana - Treccani, Roma 1987;
- Il moderno come residuo. Dieci lemmi, Pellicani, Roma 1989;
- Genesi imperfetta. Il governo delle passioni in Adam Smith, Giappichelli, Torino 1995;
- Modernità e nomadismo, Calusca, Padova 1995;
- Adam Smith. Economia, morale, diritto, B. Mondadori, Milano 1997 (II edizione, Liberilibri, Macerata, 2014).
- Macchine di pensiero. Schumpeter, Keynes, Marx, Ombre corte, Verona 1999;
- Joseph A. Schumpeter, B. Mondadori, Milano 2000;
- Lessico postfordista, (cura con U. Fadini), Feltrinelli, Milano 2001;
- Retoriche della verità. Stupore ed evento, Mimesis Edizioni, Milano 2004;
- Filosofia economica. Fondamenti economici e categorie politiche, Bollati-Boringhieri, Torino 2005 (tr. ingl., Peter Lang, Oxford, 2008);
- L'ordine del discorso economico. Linguaggio delle ricchezze e pratiche di governo in Michel Foucault, Ombre corte, Verona 2010.
- Principi e forme delle scienze sociali. Cinque studi su Schumpeter, Il Mulino, Bologna 2013.
- Ordoliberalismo. Costituzione e critica dei concetti (1933-1973), Il Mulino, Bologna 2022.
- Invarianze neoliberali. A proposito di Michel Foucault, con un saggio di G. Preterossi, Derive Approdi, Bologna 2024.
- Filosofia economica. Fondamenti economici, categorie politiche, forme giuridiche, Derive Approdi, Bologna 2025, Nuova edizione ampliata.